# Jungfrau mit dem Sonnenschirm

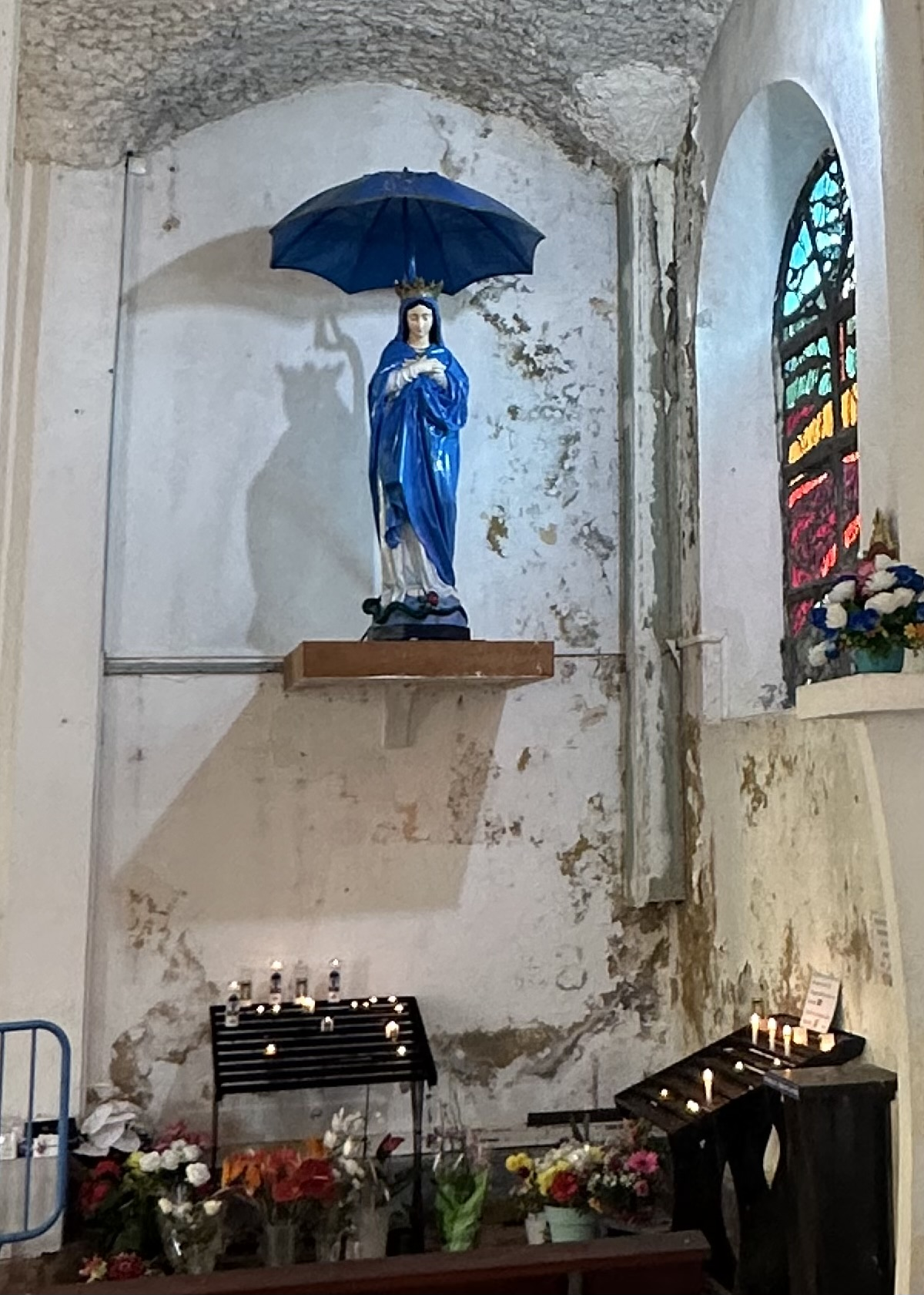
Jungfrau mit dem Sonnenschirm, 2024

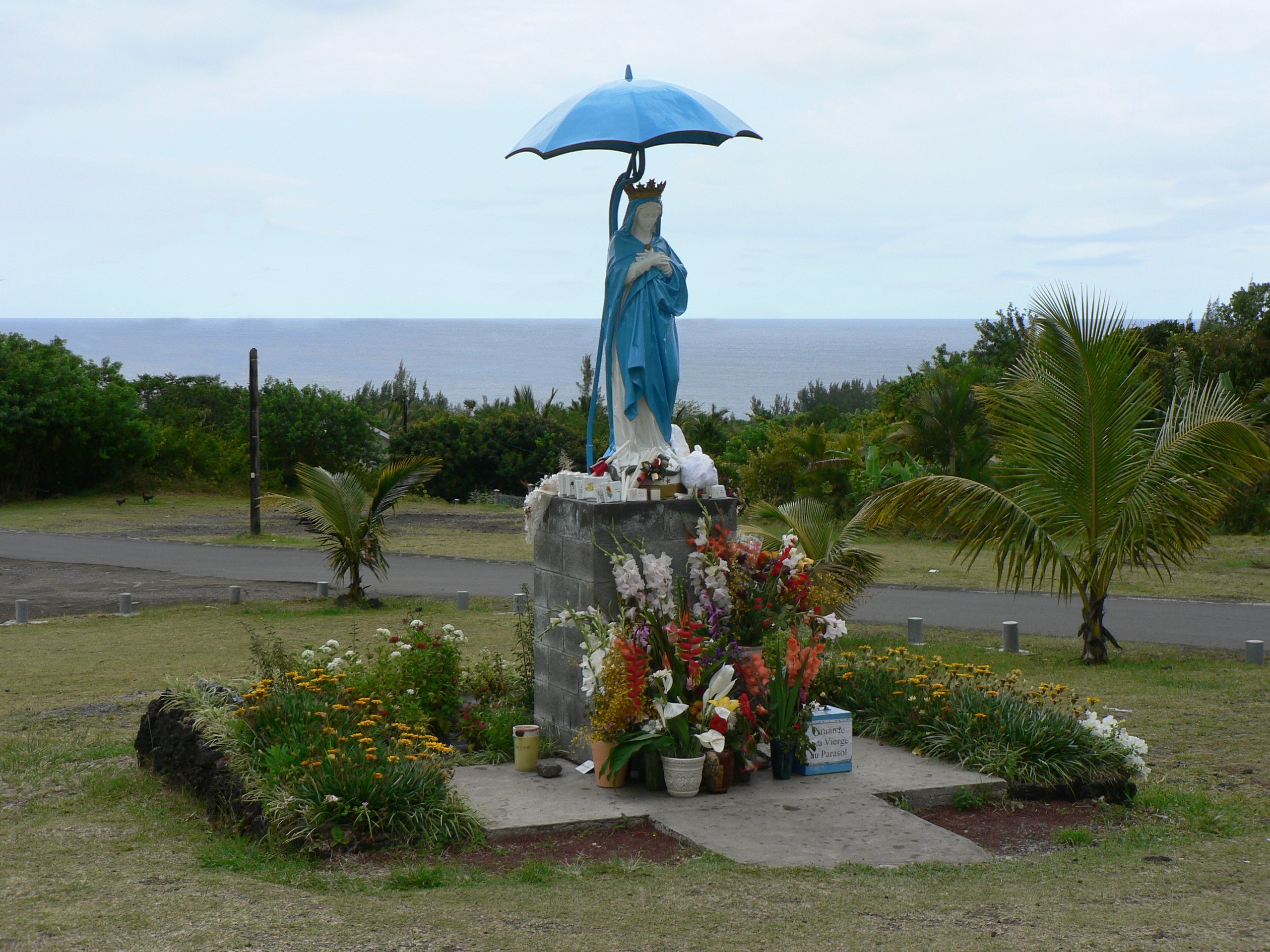
Statue vor der Kirche im Jahr 2005

Die Jungfrau mit dem Sonnenschirm (französisch Vierge au parasol) ist eine Statue in Piton Sainte-Rose auf der im Indischen Ozean gelegenen französischen Insel Réunion. Sie gilt als wichtiges Symbol der Gemeinde Sainte-Rose.

## Lage
Die Statue der Jungfrau Maria befindet sich nach mehrmaligen Veränderungen des Standorts jetzt in der Kirche Notre-Dame-des-Laves.

## Gestaltung und Geschichte
1896 brachte das Ehepaar Leroux von einer Reise nach Lourdes die Statue mit nach Réunion. Die Plantagenbesitzer Leroux aus Bois-Blanc stellten die Statue auf ihren Feldern auf, um diese zu schützen. Die Statue wird von einem eisernen Sonnenschirm beschirmt, der als Symbol des Schutzes gilt. Während eines Ausbruchs des Vulkans Piton de la Fournaise soll sich 1897 ein Lavastrom über die Felder ergossen haben. 25 Meter vor der Statue teilte sich jedoch der Strom, so dass die Statue unbeschädigt erhalten blieb. Sie wurde seitdem als Schutz gegen Ausbrüche des Vulkans verehrt. 1960 führte Pater Alain eine Wallfahrt zur Statue ein. Bei einem Ausbruch im Jahr 1961 wurde sie zerstört. 
1963 wurde eine neue Statue nahe des ehemaligen Standorts aufgestellt. Diese ist etwas größer und in den Farben blau und weiß gehalten. Die Statue befand sich auf einem Hügel im Grand Brûlé an einem Parkplatz an der Nationalstraße 2 mit Blick auf den Indischen Ozean. Zu ihren Füßen wurden regelmäßig Kerzen entzündet und Blumen abgelegt.
2002 wurde die Statue, um sie vor einem neuerlichen Ausbruch zu schützen, aus dem Grand Brûlé zu einem Platz an der katholischen Kirche Notre-Dame-des-Laves in Piton Sainte-Rose versetzt. 2014 und 2015 wurde sie durch Vandalismus beschädigt. Zunächst wurde sie enthauptet, später mit satanistischen Zeichen beschmiert. Die reparierte Statue wurde danach in die Kirche umgesetzt.